# Château de Fischbach
Le château de Fischbach (en luxembourgeois : Schlass Fëschbech et en en allemand : Schloss Fischbach) est un château situé aux environs de la commune de Fischbach au cœur du Luxembourg.

## Histoire
L'abbaye d'Echternach est la première propriétaire du domaine de Fischbach. Les archives montrent que le premier lige indépendant de celle-ci prend possession du château en 1050. L'édifice reçoit plusieurs rénovations et modifications avant d'être complètement détruit en 1635 au cours de la guerre de Trente Ans.
Pendant le deuxième quart du XIXe siècle, l'industriel en métallurgie Auguste Garnier achète le château, le transforme en un centre industriel et y fait construire des hauts-fourneaux. Le grand duc Guillaume II des Pays-Bas est le premier monarque à acheter le château en 1847, lorsqu'il a eu besoin de renforcer son pouvoir politique sur le Luxembourg et apaiser la population après la révolution belge. Il ordonne immédiatement la destruction des hauts-fourneaux.
En 1884, l'ancien duc de Nassau, Adolphe achète le château de Fischbach au roi grand-duc Guillaume III.
Au cours de la Seconde Guerre mondiale, le château est utilisé comme maison de repos pour les artistes allemands sous le nom allemand : Künstlerheim Fischbach. Malgré cet état de fait, le château n'échappe pas au pillage de ses œuvres d'art et pièces historiques à l'instar des autres palais du Luxembourg. Toutefois, contrairement à d'autres, il reste intact de toutes rénovations ou démolitions partielles pour satisfaire aux intentions des nazis, laissant l'endroit habitable à la grande-duchesse Charlotte à son retour d'exil.
En raison de l'indisponibilité des autres palais grand-ducaux, la souveraine continue à résider dans le château après la guerre. Même après la restauration du château de Colmar-Berg et du palais grand-ducal, la grande-duchesse y demeure jusqu'à la fin de son règne et s'y éteint en 1985. Deux ans après sa disparition, le grand-duc héritier Henri et son épouse María Teresa Mestre emménagent dans le château, où ils vivent jusqu'à ce qu'Henri succède à son père, Jean, comme grand-duc en 2000. Le grand-duc Jean séjourne au château jusqu'à son décès le 23 avril 2019. À partir de février 2020, le grand-duc héritier Guillaume et son épouse habitent le château.